# ITIS
ITIS é a sigla do Integrated Taxonomic Information System ou Sistema Integrado de Informação Taxonómica, uma organização que fornece informação sobre a taxonomia dos seres vivos.
O ITIS foi inicialmente constituído em 1996 como um grupo de agências dentro do governo federal dos Estados Unidos, integrando agências do Departamento de Comércio dos EUA e o Instituto Smithsonian. Recentemente tornou-se um organismo internacional, com a participação de agências governamentais canadenses e mexicanas.
O ITIS oferece uma base de dados de referência automatizada com os nomes científicos e comuns das espécies. Em abril de 2006, continha cerca de 415.660 nomes científicos, sinónimos e nomes comuns para taxa terrestres e aquáticos de todos os reinos biológicos (animais, plantas, fungos e micróbios).
Os nomes e posição dos taxa estão constantemente em revisão, como resultado das investigações que se fazem sobre as espécies e, como muitos organismos têm interesse económico (para além de científico), é necessário que haja um lugar onde a informação sobre os nomes científicos esteja actualizada. No entanto, é muito difícil manter informação actualizada sobre todos os grupos de seres vivos e, por essa razão, é sempre conveniente procurar outras fontes, de preferência as organizações especializadas ou a literatura científica. O ITIS, com uma grande gama de organizações cooperantes, fornece um lugar onde procurar.

## Agências membros
- United States Department of Agriculture
- National Oceanic and Atmospheric Administration
- United States Geological Survey
- Smithsonian Institution
- United States Environmental Protection Agency
- National Biological Information Infrastructure
- Agriculture and Agri-Food Canada
- NatureServe
- National Park Service
- Comisión Nacional para el Conocimiento y Uso de la Biodiversidad (CONABIO)